# Њецпали
Њецпали (слч. Necpaly) насељено је мјесто са административним статусом сеоске општине (слч. obec) у округу Мартин, у Жилинском крају, Словачка Република.

## Становништво
| Година:    | 1994. | 2004.   | 2014.   | 2024.    |
| ---------- | ----- | ------- | ------- | -------- |
| Број људи: | 798   | 826     | 888     | 1023     |
| Разлика:   |       | +3,50 % | +7,50 % | +15,20 % |

| Година:    | 2023. | 2024.   |
| ---------- | ----- | ------- |
| Број људи: | 1019  | 1023    |
| Разлика:   |       | +0,39 % |

Према подацима о броју становника из 2011. године насеље је имало 856 становника.